# Przemyślany (hromada)
Przemyślany – hromada terytorialna w rejonie lwowskim obwodu lwowskiego Ukrainy. Siedzibą hromady są Przemyślany.
Hromadę utworzono w ramach reformy decentralizacji.

## Miejscowości hromady
W skład hromady wchodzi 1 miasto i 58 wsi

- Przemyślany – miasto, siedziba hromady
- Baczów
- Białe
- Brykoń
- Brzuchowice
- Chomyna
- Ciemierzyńce
- Czupernosów
- Dobrzanica
- Dunajów
- Dusanów
- Gorzelnia
- Hanaczówka
- Iwanówka
- Kaminna
- Kimirz
- Korosno
- Korzelice
- Kosteniów
- Kozubatyca
- Kuczerówka
- Kurnyj
- Lipowce
- Ładańce
- Łahodów
- Łonie
- Łoniówka
- Meryszczów
- Niedzieliska
- Nowosiółka
- Ostałowice
- Pidsmereky
- Pleników
- Pletenice
- Pniatyn
- Podusilna
- Podusów
- Poluchów Mały
- Prybeń
- Riwna
- Rozsochy
- Rubcze
- Siworogi
- Smerekiwka
- Stanimirz
- Tartówka
- Tuczne
- Uniów
- Uszkowice
- Wiśniowczyk
- Wojciechowice
- Wołków
- Wypyski
- Zaciemne
- Zastawki-Jabłonów